# Mircea il Vecchio
Mircea I Basarab il Vecchio, in romeno Mircea I cel Bătrân Basarab (anche detto Mircea I di Valacchia, o ricordato come Mircea il Grande dalla storiografia rumena; Curtea de Argeș, 1355 – Curtea de Argeș, 31 gennaio 1418) fu voivoda (principe) di Valacchia dal 1386 al 1418. Figlio di Radu I di Valacchia, difese il suo regno dalla crescente ingerenza dell'Impero ottomano. Partecipò alla Crociata di Nicopoli (1396) ed estese la sovranità valacca fino alla Dobrugia, sul Mar Nero, dando al principato la sua massima espansione.
Sconfitto dal sultano Maometto I (1417), chiuse il suo regno come tributario indipendente dei turchi.
Da Mircea il Vecchio ebbe origine la stirpe dei Drăculești, mentre da suo fratello Dan I di Valacchia, morto in battaglia contro i Bulgari, si originò la stirpe dei Dănești.

La Valacchia al tempo di Mircea cel Bătrân (c. 1390); in arancione i feudi detenuti dal voivoda in quanto vassallo del Regno d'Ungheria.

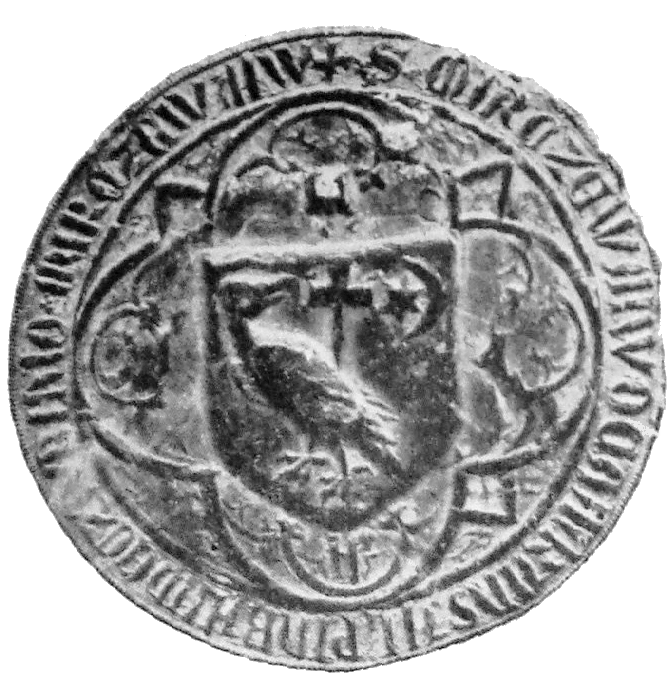
Il vessillo di Mircea su di una moneta del 1390.

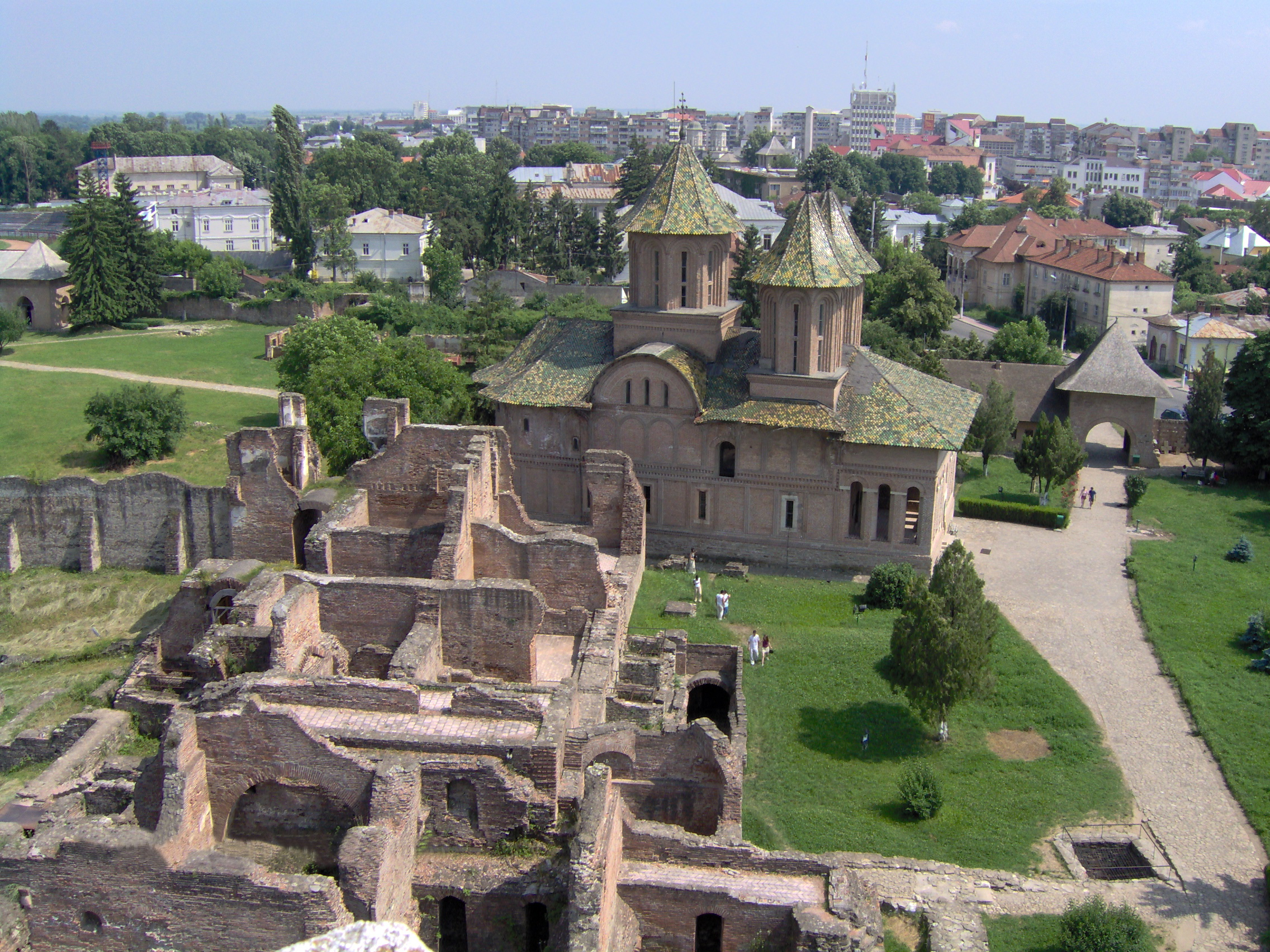
Resti della Curtea domnească di Târgoviște.

## Biografia
Mircea era il secondo figlio del voivoda (principe) Radu I di Valacchia. La madre, Calinica, era probabilmente una delle amanti del voivoda Radu che da un'altra donna (Anna) aveva già avuto il figlio primogenito Dan. La data di nascita del principe è ad oggi ignota.

Alla morte del padre, nel 1383, Mircea e Dan salirono congiuntamente al trono.

### Il re-guerriero
Nel 1386, Dan I di Valacchia morì mentre combatteva lo zar Ivan Šišman di Bulgaria, di cui era nominalmente vassallo. Alcuni storici ritengono che la morte di Dan sia stato un assassinio organizzato dallo stesso Mircea e non l'esito di uno scontro armato.

Ritrovatosi solo al potere, Mircea, per prima cosa, pacificò il conflitto con l'impero bulgaro, poi cercò l'appoggio del voivoda Petru I di Moldavia e, tramite questi, l'alleanza con il Ladislao II di Polonia (1389) per rafforzare la sua posizione. L'accordo con i Polacchi sarebbe stato rinnovato nel 1404 e nel 1410. Forte dell'appoggio polacco, Mircea poté trattare da pari con sia con i Bulgari che con l'Imperatore Sigismondo di Lussemburgo, sovrano d'Ungheria, bisognosi dell'aiuto valacco contro il crescente potere dell'Impero ottomano.
Nel 1394, il sultano Bayezid I attraversò il Danubio con una forza di 40.000 uomini e mosse contro la Valacchia. Potendo contare solo su 10.000 effettivi, Mircea evitò lo scontro aperto: abbandonò il suo trono ed avviò una feroce campagna di guerriglia contro gli invasori, mentre Bayezid affidava nominalmente la Valacchia a Vlad I Uzurpatorul.

Il 10 ottobre 1394, nella Battaglia di Karanovasa, Mircea inflisse al nemico una prima massiccia sconfitta. La primavera successiva, con la Battaglia di Rovine (17 maggio 1395), Mircea bloccò definitivamente la forza d'invasione turca. Esule in Transilvania mentre Vlad I occupava il trono valacco, Mircea si unì alla crociata che terminò miseramente nella Battaglia di Nicopoli il 25 settembre 1396. Nel 1397 Mircea riconquistava il trono valacco e ricacciava oltre il Danubio un nuovo corpo di spedizione turco. Nel 1400 una terza avanzata turca venne bloccata e Mircea appoggiò le pretese sul trono moldavo di Alexandru cel Bun, rifugiatosi presso di lui fin dal 1394.
La sconfitta di Bayezid da parte di Tamerlano nella Battaglia di Ankara (1402) e la conseguente situazione di caos venutasi a formare nell'Impero ottomano permise a Mircea di irrobustire la sua posizione nelle terre rumene. In accordo con gli ungheresi, Mircea guidò le spedizioni cristiane in territorio turco: nel 1404 occupò la Dobrugia, già parte dell'ormai distrutto impero bulgaro, e successivamente partecipò alla contesa per il trono ottomano (Interregno ottomano) osteggiando l'ascesa di Musa Çelebi.
Giunto alla fine del suo regno, Mircea siglò un trattato di pace con il sultano Maometto I: dietro versamento di un tributo di 3.000 ducati, la Valacchia ottenne lo status di paese tributario (pashalik) e la libertà di commerciare con le terre controllate dai turchi.

### Riformatore del regno
Mircea organizzò intorno alla corona valacca un efficiente sistema di ufficiali e promosse il conio di una valida monetazione d'argento. Fece della città di Târgoviște la sua capitale, facendovi erigere il palazzo noto come Curtea Domnească, spostando formalmente verso sud gli interessi della dinastia basarabide, tradizionalmente legata all'ancestrale castello di Poenari (ru. Cetatea Poenari).

Il voivoda rinnovò inoltre gli accordi ed i privilegi commerciali con i Sassoni di Transilvania (es. città di Brașov) ed estese le sue alleanze commerciali ai mercanti tanto del Regno di Polonia quanto del Granducato di Lituania, onde sfruttare al massimo la felice posizione geografica della Valacchia.
Irrobustito il fisco regio, Mircea promosse importanti riforme per rafforzarsi militarmente. Fortificò il confine danubiano promuovendo l'erigenda di fortezze, fondamentale la costruzione di un castello presso Giurgiu, e riorganizzò l'esercito della Corona (ru. Oastea cea mare), allora comprendente tutti gli uomini atti a portare le armi.
Gli introiti personali permisero nel contempo a Mircea di guadagnarsi la nomea di munifico mecenate della Chiesa ortodossa. Fondamentale, in questo senso, fu la fondazione, nel 1388, del Monastero di Cozia, vicino Călimănești, ove sarebbe poi stato sepolto.

## Discendenza
Come molti altri voivoda dei principati danubiani, Mircea ebbe una nutrita discendenza tra i cui ranghi vennero scelti diversi governanti: divennero infatti voivoda due dei suoi figli legittimi, Mihail I di Valacchia e Radu II Chelul, e due dei suoi figli bastardi, Alexandru I Aldea e Vlad II Dracul. Una figlia, Arina, sposò nel 1403 il principe ottomano Musa Çelebi. 
Da Vlad II originò la schiatta principesca dei Drăculești che contese il trono di valacchia ai Dănești discendenti di Dan I, fratello maggiore di Mircea il Vecchio.